# SN 2002jf
SN 2002jf – supernowa typu Ia odkryta 30 października 2002 roku w galaktyce A023435+1217. W momencie odkrycia miała maksymalną jasność 19,70m.